# Bijgerecht
Een bijgerecht is een gerecht dat in een gang van een maaltijd ernaast of erbij wordt geserveerd.
Het is vaak cultureel bepaald wat als bijgerecht - of extra gerecht - wordt gezien en wat als onderdeel van betreffende maaltijd.
In Frankrijk wordt rijst bijvoorbeeld als bijgerecht geserveerd. In de Nederlandse keuken is dit vaak een onderdeel van het hoofdgerecht.